# Frösundatoppen

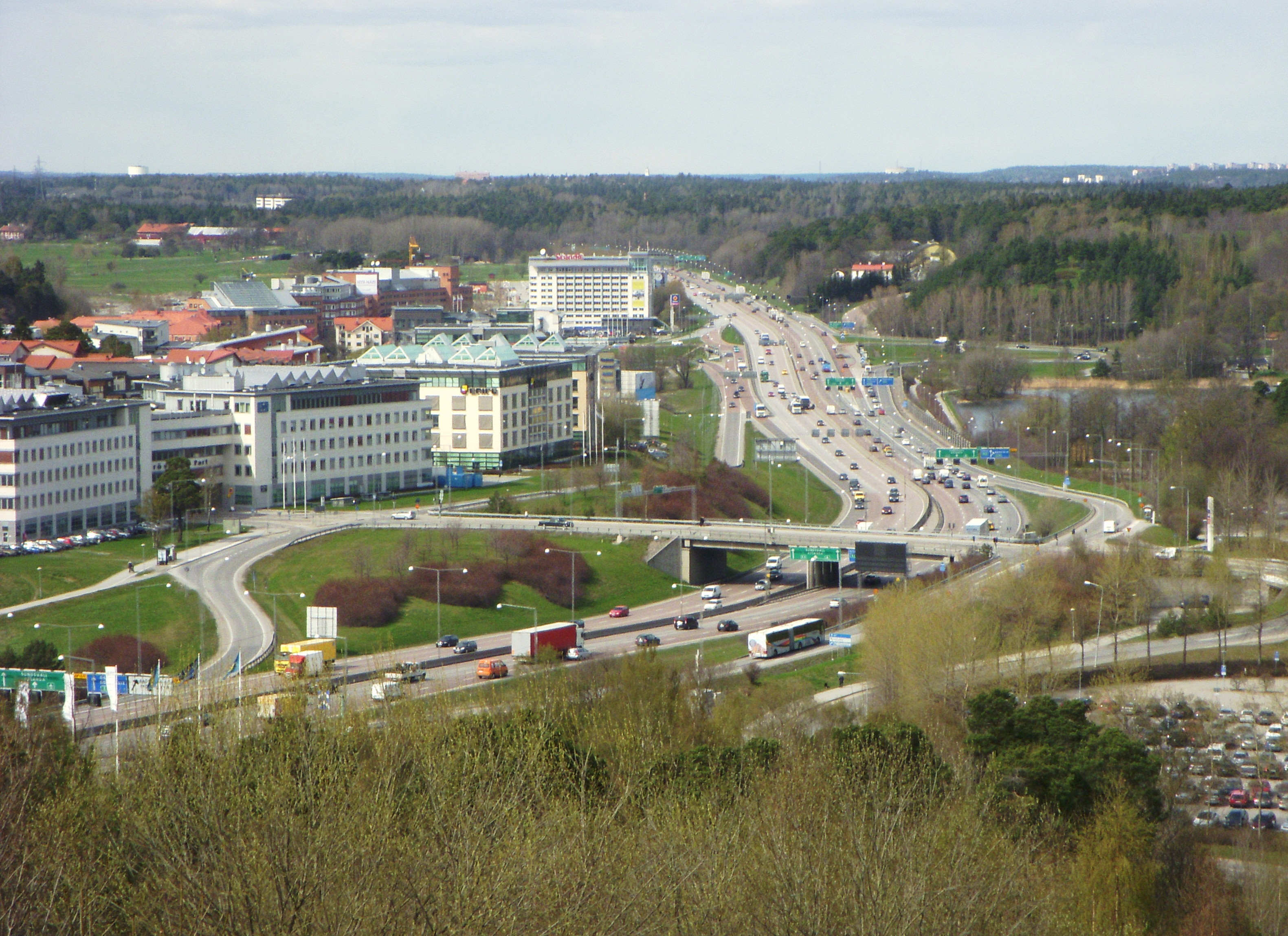
Vy från Haga kulle mot norr.

Frösundatoppen (även kallad Haga kulle) ligger i norra delen av Hagaparken, Solna kommun, och är en av Stockholms läns högsta konstgjorda toppar cirka 72 meter över havet. 

## Beskrivning
Haga kulle är en restaurerad del av Stockholmsåsen som ursprungligen hade en höjd av 50 meter över havet. Här fanns tidigare ett stort grustag som återskapades med schakt- och rivningsmassor från bland annat Klarakvarteren som revs i samband med Norrmalmsregleringen i Stockholm under 1960- och 1970-talen. Härom minner en minnessten med inskription "Till minne av Klara 1600-1960". Stenen restes av Stockholmspartiet i november 2005. Resterna av gamla Hagalund i Solna ligger också här. 
Idag är kullen cirka 20 meter högre än den ursprungliga grusåsen. Anledningen var att man planerade slalombackar på norrsidan som dock aldrig genomfördes. Från toppen har man en vidsträckt runtom-utsikt över stora delar av Stockholm och Solna. Bland annat går det med blotta ögat att se Globen, Högdalstoppen, Söder Torn och Wenner-Gren Center. Toppen nås enklast via Hagaparkens norra grind. I dagsläget (Juli 2015) har dock träden växt så mycket att utsikten åt flera håll starkt begränsas.